# Apeadeiro de Algeruz
O Apeadeiro de Algeruz é uma interface encerrada da Linha do Sul, que servia a localidade de Algeruz, no município de Palmela, em Portugal.

## História
Este apeadeiro faz parte do lanço da Linha do Sul entre Setúbal e Alcácer do Sal, que entrou ao serviço em 25 de Maio de 1920. Porém, originalmente não fazia parte deste lanço, tendo um despacho da Direcção Geral de Caminhos de Ferro de 19 de Dezembro de 1940, publicado no Diário do Governo n.º 300, Série II, de 27 de Dezembro, anunciado a sua abertura à exploração.
Um diploma publicado no Diário do Governo n.º 169, II Série, de 22 de Julho de 1948, atribuiu a distância própria ao Apeadeiro de Algeruz, situando-o ao quilómetro 40,640.